# Donald II av Skottland
Donald II av Skottland (gaeliska: Domnall mac Causantín), död 900, son till Donald I:s brorson Konstantin I.
Donald var den anglosaxiske kungen Alfred den stores samtida och liksom denne en tid hårt ansatt av nordiska vikingar. Donald dödades år 900 i närheten av ruinen efter Dunnottar Castle står idag, antingen av norska vikingar eller en invasionsstyrka sänd av Harald Hårfager. 